# Гусарская баллада
«Гуса́рская балла́да» — советская кинокомедия, снятая на киностудии «Мосфильм» в 1962 году Эльдаром Рязановым по пьесе Александра Гладкова «Давным-давно» (1941). Действие картины начинается в 1812 году; в основе сюжета — история семнадцатилетней Шуры Азаровой, которая, переодевшись в мундир гусарского корнета, отправляется защищать родину. Роль Шуры стала дебютной в фильмографии актрисы Ларисы Голубкиной. В картине также участвовали Юрий Яковлев (поручик Ржевский), Игорь Ильинский (фельдмаршал Кутузов), Николай Крючков (денщик Иван), Татьяна Шмыга (Луиза Жермон) и другие актёры.
История создания сценария «Гусарской баллады» весьма противоречива. По словам Эльдара Рязанова, когда возникла необходимость написать на основе комедии «Давным-давно» кинодраматургическое произведение, сохранив поэтическую интонацию первоисточника, Гладков устранился от работы. Режиссёр, вынужденный в отсутствие автора пьесы заниматься её «кинокоррекцией», сократил ряд сцен и диалогов и ввёл в действие восемь новых стихотворных эпизодов. Рязанов отмечал, что нежелание Гладкова участвовать в переработке комедии, возможно, связано с неустановленным авторством первоисточника; эти доводы опровергает театральный режиссёр Константин Богомолов, считающий вопрос о спорном авторстве легендой.
Батальные сцены фильма снимались вблизи подмосковного посёлка Поповка; в качестве поместья Азаровых использовалась усадьба Удино в Дмитровском районе. В роли «коллективного гусара» выступили цирковые наездники из группы Михаила Туганова. Для участия в рукопашных сценах были приглашены советские рапиристы, саблисты и шпажисты, в том числе чемпион СССР по фехтованию Владимир Балон. Автор музыки (к спектаклю «Давным-давно» и фильму «Гусарская баллада») — композитор Тихон Хренников. «Гусарская баллада» вышла на экран в день 150-летия Бородинской битвы — 7 сентября 1962 года. В течение года фильм посмотрели более 48 миллионов зрителей.

## Сюжет
Действие фильма начинается летом 1812 года. В дом отставного майора Азарова прибывает с письмом гусарский поручик Ржевский (Юрий Яковлев). Племянница майора — семнадцатилетняя Александра (Лариса Голубкина) — является «заочной невестой» Ржевского. Поручик, никогда не видевший свою суженую, представляет её «российской Розиной», слезливой и жеманной барышней. Он не знает, что Шура, воспитывавшаяся майором Азаровым и его денщиком Иваном (Николай Крючков), уверенно держится в седле, умеет фехтовать, метко стреляет. Первая встреча гусара с невестой происходит в тот момент, когда героиня выбегает на крыльцо в мундире корнета, приготовленном для бала-маскарада. Приняв девушку за младшего офицера, Ржевский откровенно рассказывает ей об обстоятельствах давнего обручения, совершённого после поражения в игре («Я был в отчаянье, а может, пьяным в дым»), и об опасениях, связанных с обликом и характером невесты. Шура решает разыграть поручика и чуть позже, в момент официального знакомства с женихом, предстаёт перед ним в образе манерной девицы с густо напудренным лицом и пяльцами в руках.
Во время вечернего бала, приуроченного ко дню рождения Шуры, губернатор приносит известие о начале войны: «Тринадцатого в день форсировали Неман нежданно бонапартовы войска». Майор Азаров прекращает увеселительное мероприятие; Ржевский вместе с другими офицерами немедленно возвращается в полк. После отъезда гостей Шура решает втайне от дяди отправиться сражаться за родину; старый «суворовский солдат» Иван соглашается стать её ординарцем.
Боевое крещение героиня получает уже на следующий день: торопясь доставить по назначению важный пакет, полученный от раненого капитана, девушка натыкается на лагерь французов, которые устремляются за ней в погоню. Шура уходит от преследования и, добравшись до расположения русских войск, вручает пакет генералу. Тот, оценив удаль молодого кавалериста, предлагает «корнету Азарову» должность младшего адъютанта в штабе.
За время службы героиня обретает репутацию отважного бойца; по оценке генерала, «мальчишка хоть куда… Всего семнадцать лет, а фору даст иным воякам старым». За полгода никто, включая Ржевского, не заподозрил, что под фамилией Азаров скрывается девушка. Об этом не догадывается даже французская певица Луиза Жермон (Татьяна Шмыга), которая, находясь в лагере русских партизан, передаёт юному корнету небольшой букет, преподнесённый Ржевским, со словами: «Тому, кто мне милей всех нынче». Тайну Шуры раскрывает сосед Азаровых — граф Нурин, который, увидев её в штабе, сообщает фельдмаршалу Кутузову (Игорь Ильинский), что корнет — это барышня. Полководец после серии наводящих вопросов прямо спрашивает героиню: «Корнет, вы — женщина?» Шурино признание приводит военачальника в гнев, и он отправляет девушку домой — «к мадамам, нянькам, тряпкам, куклам, танцам». Возмущение фельдмаршала сходит на нет с появлением генерала Балмашева (Алексей Полевой), узнавшего в корнете безымянного героя, который ранее вызволил его из французского плена. Кутузов награждает Азарову Георгиевским крестом и разрешает носить чин корнета.
В финале фильма Шура просит у бойцов партизанского отряда прощения за свой обман. Ржевский раскаивается в своём былом предубеждении относительно характера «заочной невесты». Герои объясняются в любви, и девушка соглашается связать с поручиком свою судьбу.

## От пьесы к сценарию
Драматургической основой для фильма «Гусарская баллада» стала героическая комедия Александра Гладкова «Давным-давно», написанная весной 1941 года. В августе того же года был подготовлен одноимённый радиоспектакль; затем к постановке пьесы обратились Ленинградский театр комедии, Центральный театр Красной армии, Московский театр драмы. По воспоминаниям Эльдара Рязанова, он видел спектакль «Давным-давно» в 1944 году на сцене Театра Красной армии и был впечатлён игрой Любови Добржанской, исполнявшей роль Шуры Азаровой, Александра Хохлова, создавшего образ Кутузова, и других артистов. Семнадцать лет спустя режиссёр впервые прочитал пьесу Гладкова и пришёл к выводу, что произведение, написанное «превосходными стихами, живыми, разговорными, афористичными», было создано «очень крупным поэтом». Заручившись поддержкой руководителя Второго творческого объединения студии «Мосфильм» Ивана Пырьева, Рязанов решил обратиться к экранизации гладковской комедии, которая — с подсказки драматурга Леонида Зорина — получила название «Гусарская баллада».
История создания сценария, в ходе которого необходимо было существенно переработать театральное произведение, сохранив при этом поэтический язык, весьма противоречива. Согласно версии Рязанова, Гладков, к которому режиссёр обратился с предложением сделать «кинокоррекцию» пьесы, отнёсся к идее благожелательно и пообещал в течение месяца — к июлю 1961 года — произвести сокращения и включить в действие новые сцены. В то же время директор творческого объединения Юрий Шевкуненко предостерёг Рязанова от завышенных ожиданий, сообщив, что ещё в 1942 году, во время постановки спектакля «Давным-давно» в Свердловске, где размещалась эвакуированная труппа Театра Красной армии, «у всех сложилось мнение, что пьесу писал не Гладков». По словам Шевкуненко, когда режиссёр спектакля Алексей Попов пытался связаться с автором комедии, чтобы тот внёс изменения в стихотворный текст, Гладков «скрывался куда-то». В труппе возникло предположение, что драматург, в 1940 году отбывавший недолгий срок за кражу редких книг в библиотеке имени Ленина, вынес чужую рукопись из тюрьмы. Эта гипотеза подкреплялась слухами о том, что ни до этой пьесы, ни после неё Гладков не писал поэтических произведений.
Что ж, на войне, мой друг, как на войне!

А ты, корнет, кавалерист с талантом.

Охотно б взял тебя. Пойдёшь служить ко мне

При штабе младшим адъютантом?
Дальнейшие события, по словам Рязанова, подтвердили опасения Шевкуненко: попытки найти Гладкова в его городской квартире или у знакомых в Ленинграде успехом не увенчались; на телефонные звонки он не отвечал, на оставленные записки не реагировал. Когда намеченный срок работы над сценарием подошёл к концу, режиссёр сам приступил к переписыванию пьесы: сократил диалоги, «перевёл» прозаические сцены «в стихотворный ряд», — в общей сложности им было введено восемь новых эпизодов. Сценарий был представлен членам худсовета студии, которые приняли его без замечаний. Автор комедии появился в декабре 1961 года и после чтения готового кинодраматургического произведения сообщил, что возражений по поводу изменений первоисточника у него нет. Тогда же он поставил подпись под договором с «Мосфильмом», гласившим: «Сценарий Александра Гладкова при участии Эльдара Рязанова». Через пятнадцать лет Гладков опубликовал в журнале «Вопросы литературы» статью «Мемуары — окна в прошлое», где подробно изложил историю создания пьесы «Давным-давно» («Я сочинял ямбические строки не только у себя в комнате за письменным столом, но и повсюду: в булочной, в метро…»), а также рассказал о совместной работе с Рязановым в «Гусарской балладе»: «Он заставил меня переписывать стихотворный диалог, и он добился своего». Как иронично заметил режиссёр, «этого я как раз добиться от него не смог. Он [Гладков] стоял насмерть и не переписал ни одной строчки».
В 2016 году на защиту Гладкова встал Константин Богомолов, который назвал историю со спорным авторством пьесы «Давным-давно» легендой, родившейся в 1942 году в Свердловске. Гладков, по словам Богомолова, всю жизнь писал стихи. Судя по дневникам драматурга, комедию о Шуре Азаровой и поручике Ржевском читал ещё до первых инсценировок Борис Пастернак; с её текстом была знакома Ариадна Эфрон. В воспоминаниях Рязанова со ссылками на Шевкуненко Богомолов обнаружил и фактические неточности: в 1940 году Гладкова действительно уличили в краже книг, однако в тюрьму он попал уже после войны, когда спектакль «Давным-давно» шёл в нескольких театрах страны; к тому времени присваивать себе чужую пьесу «было уже поздно». По словам Богомолова, «Рязанов без труда мог бы узнать всё это. Но порой так трудно расставаться с накопленным жизненным багажом, особенно если этот багаж чужой».

## Отбор актёров
На подготовительном этапе кинопроизводства Рязанов приступил к отбору актёров. На роль поручика Ржевского пробовались Вячеслав Тихонов, Александр Лазарев, Юрий Яковлев и Сергей Юрский. Кинопробы Юрского показались режиссёру наиболее убедительными, однако директор «Мосфильма» Владимир Сурин, как и Иван Пырьев, отклонили эту кандидатуру из-за «некрасивости» артиста. Рязанов вынужден был согласиться с предложением Пырьева взять на роль Ржевского Юрия Яковлева — по словам руководителя творческого объединения, у него был подходящий типаж: «Красивый, высокий, темпераментный — настоящий гусар!»
Выбор актрисы на роль Шурочки Азаровой оказался непростым, потому что в героине должны были сочетаться гусарский задор и аристократическая женственность; к этому добавлялось умение танцевать, фехтовать и скакать на лошади. Исполнительница, по замыслу режиссёра, должна была выглядеть юной и вместе с тем уже иметь определённый артистический опыт. В число актрис, приглашённых на пробы, входила Людмила Гурченко, отработавшая эпизод в паре с Вячеславом Тихоновым. Гурченко во время «кастинга» находилась не в оптимальной форме; впоследствии актриса призналась, что та проба была далеко не лучшей в её жизни. Худсовет отклонил и кандидатуру Алисы Фрейндлих, хотя её пробу признали «очень яркой»; причиной отказа стал внешний облик претендентки — по словам режиссёра, «несмотря на гусарский костюм и грим, в актрисе было что-то предательски женское». По той же причине («слишком женственная фигура») оказалась исключена и кандидатура Светланы Немоляевой. В результате на роль Шурочки Азаровой была утверждена имевшая спортивное сложение третьекурсница ГИТИСа Лариса Голубкина, у которой отсутствие творческого опыта компенсировалось обучаемостью и умением быстро схватывать режиссёрские идеи.
Сыграть роль фельдмаршала Кутузова Рязанов предложил Игорю Ильинскому, с которым работал в фильме «Карнавальная ночь». Поначалу этой идее воспротивились и Ильинский, который счёл, что такая «крошечная роль» несерьёзна для него, и директор «Мосфильма» Владимир Сурин — он заявил, что образ полководца, если его воплотит на экране комедийный актёр, «будет скомпрометирован». Рязанов для видимости провёл пробы с другими артистами, а в начале весны 1962 года, в условиях «уходящей натуры», снял эпизод с участием Кутузова-Ильинского. После того как снег растаял, режиссёр поставил руководителей киностудии перед фактом: выбор сделан, заменить исполнителя уже невозможно.
Актёры Антоний Ходурский и Владимир Ширяев попали в «Гусарскую балладу» «вне конкурса». Ходурский играл графа Нурина в спектакле Театра Красной армии, и Рязанов, приглашая артиста, знал, что тому не придётся вживаться в роль. Ширяева, обладавшего экзотической внешностью, создатели ленты увидели в коридоре «Мосфильма» и предложили без проб воплотить на экране образ испанского лейтенанта Винсенто Сальгари.

## Съёмки

### Натурные объекты
При подготовке к съёмкам перед режиссёром и оператором встал вопрос о том, каким будет баланс условного и реального в будущей картине. Герои произведения (и в пьесе, и в сценарии) ведут диалоги в стихах, и эта театральная манера передачи мыслей и чувств предполагала проведение съёмок в бутафорских декорациях. Однако Рязанов, по своему признанию, отнюдь не стремился создавать фильм-спектакль; режиссёру хотелось, сохранив поэтическую интонацию, снять «именно фильм, динамичное зрелище» с максимальным использованием натурных сцен.
На подготовительном этапе создатели ленты занимались поисками местности, подпадающей под определение «русский пейзаж», а также усадьбы, где по сюжету живут отставной майор Азаров и его племянница Шура. Как вспоминал впоследствии Рязанов, поиски поместья были затяжными, потому что небольших «дворянских гнёзд» к середине XX века в Подмосковье почти не осталось. В конечном итоге выбор пал на усадьбу Удино, расположенную в Дмитровском районе Московской области. Она была основана в XVII столетии и в былые времена не раз меняла владельцев (в их число входили князь Иван Вяземский и московский военный губернатор Юрий Долгоруков). К 1960-м годам деревянный барский дом уже исчез, но сохранились небольшая Покровская церковь, заросший тиной пруд и липовые аллеи. Художники фильма Михаил Богданов и Геннадий Мясников создали внутри церкви интерьеры дома Азаровых, а в парке установили скульптуры и разбили клумбы. Пруд перед съёмками был вычищен. Съёмки батальных сцен проводились в окрестностях посёлка Поповка, расположенного неподалёку от усадьбы Удино. Участники киногруппы размещались в доме отдыха «Берёзка», принадлежавшем издательству «Молодая гвардия». Часть эпизодов фильма снималась в усадьбе Валуево.
Своеобразный эксперимент Рязанова по соединению в одной ленте театральных мизансцен и кинематографического «натурного» простора не во всём оказался удачен, считает кинокритик Нея Зоркая. По её мнению, «кинокомедия остановилась где-то на полпути между игрой и реальностью». При этом Зоркая достаточно высоко оценила умение создателей картины работать на природе:

Перелески, луга, речки, печальные церквушки на холмах, снежные поля и жёлто-белый помещичий дом в старом парке, и мчащиеся кони, и обозы, и битвы, и гордый воинский строй перед фельдмаршалом — всё это было снято «натурно» в собственном смысле этого слова. Изображение, как бы минуя все художественные «опосредования» (и батальную живопись XIX века, и русскую миниатюру, и ритм мазурки) должно было возвратить зрителя к живой действительности 1812 года.— Нея Зоркая

### Костюмы. Реквизит
Работа над «Гусарской балладой» шла с отставанием от графика, поэтому, как признавался впоследствии Рязанов, обстановка в киногруппе была порой «нервозной, лихорадочной». Значительная часть действия картины происходит зимой, и режиссёр планировал максимально использовать «заснеженную натуру». Однако из-за проблем с написанием сценария съёмки начались со значительным опозданием. Некоторые военные сцены удалось отснять в лесах, где мартовский снег таял медленнее, чем на открытой местности. Потом его стали привозить на грузовиках, и члены группы с помощью лопат «маскировали» проталины. Тем не менее полностью поймать «уходящую зиму» создатели ленты не сумели, и для эпизода ночной потасовки, происходящей возле усадьбы Азаровых, оператор Леонид Крайненков вместе с художниками Богдановым и Мясниковым «декорировали» двор ватой и нафталином, выполнявшими роль снега.
Изготовлением костюмов для героев занималась Ольга Кручинина. По её словам, основная сложность при работе в «Гусарской балладе» была связана с созданием аутентичных мундиров. К съёмочным группам в ту пору не прикрепляли консультантов по военной форме разных эпох; не существовало и мастерских, занимавшихся пошивом исторических костюмов с деталями, соответствующими тому или иному времени. Поэтому Кручинина сама искала информацию о том, какие материалы использовались в костюмах русской и французской армий 1812 года, как выглядели кисти на гусарских киверах, чем окрашивались перьевые пучки султанов. К примеру, для поиска образцов формы французской армии художнице пришлось выезжать на заброшенный склад в Голицыно, где лежали нерассортированные головные уборы и верхняя одежда пехотных и кавалерийских корпусов.
По оценке исследователя Александра Подмазо, мундиры в «Гусарской балладе» были изготовлены Кручининой «практически идеально»; тем не менее историки обнаружили в фильме неточности, связанные с ношением униформы. Так, впервые увидев возле дома Азаровых Шурочку, одетую в гусарский костюм, поручик Ржевский представляется и произносит: «Вы-с корнет? Мундир на вас, конечно, павлоградский». Между тем героиня облачена в доломан Сумского полка, тогда как принадлежностью павлоградских гусаров является экипировка самого поручика. В другой сцене Шура прибывает с пакетом на партизанский бивак, где узнаёт, что «Васильев на разведке», а в его отсутствие командование возложено на Ржевского. Эта сцена, как считает Александр Подмазо, не соответствует историческим реалиям, потому что в состав отряда входит, судя по эполетам, человек в форме штаб-офицера, «который никак не мог находиться под командованием у младшего в чине», то есть поручика. Кроме того, в ленте есть недостоверность, касающаяся реквизита: создатели фильма «вручили» слуге Азаровых, отправляющему на войну, винтовку Бердана, хотя это оружие появилось в России спустя несколько десятилетий после событий 1812 года.

### Каскадёры и дублёры
Актёры, участвовавшие в фильме, обучались верховой езде и брали уроки фехтования, однако их опыт джигитовки, как и навыки ведения рукопашного боя, были незначительными. Поэтому во многих батальных и трюковых сценах артистов заменяли дублёры. К примеру, дублёром Ларисы Голубкиной был цирковой наездник Василий Роговой. В эпизоде спасения генерала Балмашева, взятого в плен французами, Шура Азарова забирается на дерево и прыгает сначала на крышу мчащейся кареты, а затем — на спину скачущей лошади. Все эти трюки, включая прыжок с пятиметровой высоты, совершил (после длительных репетиций и нескольких дублей) Василий Роговой.
Образ «коллективного гусара» в картине создали цирковые наездники из группы Михаила Туганова, который разрабатывал и ставил кавалерийские сцены. Основная проблема во время съёмок конных баталий была связана с тем, что цирковые лошади, приученные работать на манеже, с трудом привыкали к скачкам по снегу. Чтобы не травмировать животных, перед эпизодами с конными каскадами дорогу сначала вычищали бульдозерами, устраняя рытвины и ухабы, а потом посыпали снегом. Из-за того, что лошадей пугали непрерывная стрельба и пиротехнические эффекты, даже тщательно продуманные сцены снимались с многочисленными дублями. Тем не менее во время съёмок ни животные, ни всадники не получили травм.
Для съёмок в «Гусарской балладе» была приглашена большая группа шпажистов, саблистов и рапиристов, которые участвовали в фехтовальных сценах как с французской, так и с русской стороны. Так, чемпион СССР по фехтованию на рапирах Владимир Балон не только снялся в небольшой роли адъютанта Кутузова, но и был задействован в массовке обеих армий. Поскольку лица, отвечавшие за технику безопасности, запретили использовать во время съёмок настоящее оружие, для актёров и каскадёров были изготовлены деревянные клинки. Однако бутафорские сабли и шашки вышли из строя ещё во время тренировок, и Рязанов, в обход инструкции, распорядился выдать участникам «мушкетёрских» эпизодов подлинное холодное оружие. Артистам, отрабатывавшим фехтовальные сцены на снегу и обледенелых пространствах, подошвы на обуви подбили гофрированной резиной — она снижала риск от непроизвольного падения.

Только энтузиазм, азартная, дружная атмосфера в творческой группе помогли нам осуществить необычайно трудные в условиях уходящей зимы съёмки с армией, кавалерией, пиротехникой, преодолеть сложности с транспортировкой лошадей, с переодеванием больших масс солдат, победить зимнее бездорожье и холод.— Эльдар Рязанов

## Выход фильма
Работа над «Гусарской балладой» была закончена в августе 1962 года. После завершения монтажа Рязанов отправил копию картины в Министерство культуры СССР. Глава этого ведомства Екатерина Фурцева, посмотрев фильм, заявила, что образ Кутузова, созданный комическим актёром Игорем Ильинским, искажён, и потребовала найти замену исполнителю и переснять все сцены с участием фельдмаршала. На попытки режиссёра объяснить, что специфика кинопроизводства не позволяет снимать зимние натурные эпизоды на излёте лета, Фурцева ответила, что «у нас в кино всё можно», одновременно подчеркнув, что о выходе ленты 7 сентября — в день 150-летия Бородинской битвы — не может быть и речи. Отношение к картине как к легкомысленной истории, не вписывающейся в юбилейные торжества, ещё ранее обозначил заместитель министра культуры по вопросам кино Владимир Баскаков, сформулировавший суть фильма так: «Гусары-рубаки, гусары-забияки» (по воспоминаниям Рязанова, «на самом деле было употреблено более грубое слово»). Проблема с выходом картины разрешилась после визита на киностудию журналистов газеты «Известия», в том числе главного редактора этого издания Алексея Аджубея, состоявшего в родстве с Первым секретарём ЦК КПСС Никитой Хрущёвым. После просмотра коллективом редакции фильма «Гусарская баллада» в приложении к «Известиям» — газете «Неделя» — вышла небольшая рецензия Нателлы Лордкипанидзе. Автор публикации, в целом благожелательно оценив новую работу Эльдара Рязанова, отдельно отметила игру Игоря Ильинского — по словам рецензента, одна только роль Кутузова («даже если бы не было всего остального») обеспечила бы успех фильму.
Через день после выхода заметки Нателлы Лордкипанидзе в Москве появились рекламные плакаты, анонсирующие выход «Гусарской баллады». Премьерный показ ленты состоялся в Доме кино в намеченный срок — 7 сентября. В течение года картину посмотрели более 48 миллионов человек. В следующем, 1963 году, на Международном кинофестивале комедийных фильмов в Вене «Гусарская баллада» была удостоена диплома жюри. В 1963 году картина демонстрировалась в рамках недели советского кино в Дании и Исландии, в 1964-м — в Норвегии и на Кипре. В мае 1963 года журнал «Советский экран» обнародовал результаты опроса зрителей, согласно которому «Гусарская баллада» была — наряду с лентами «Девчата», «Человек-амфибия» и «Девять дней одного года» — включена в список лучших фильмов 1962 года.

## Персонажи. Возможные прототипы

### Шура Азарова
В ряде исследовательских работ указывается, что прототипом Шуры Азаровой была кавалерист-девица Надежда Дурова, которая в 1806 году, переодевшись в мужской костюм, сбежала из дома. В уланском полку, куда Дурова поступила на службу, она называла себя сыном дворянина Василия Соколова; после награждения Георгиевским крестом получила офицерский чин и была (под именем Александра Андреевича Александрова) переведена в гусарский полк. Несмотря на ряд пересечений в биографии кавалерист-девицы и истории Шуры Азаровой, автор пьесы «Давным-давно» Александр Гладков утверждал, что влияние Дуровой на его произведение «было незначительным», — в гораздо большей степени на настроение драматурга воздействовали «Война и мир» и «Дети капитана Гранта». По словам Гладкова, он был хорошо знако́м с благожелательным отзывом Пушкина о «Записках кавалерист-девицы», отрывки из которых публиковались в 1836 году в «Современнике», однако сам текст этих воспоминаний до конца прочесть не сумел — «перелистал несколько страниц и бросил». Биография Дуровой подсказала тему комедии и мотив переодевания; всё остальное, от «сюжетного озорства» до образа героини, — это вымысел, утверждал Гладков.

В героини лихой, мажорной комедии реальная Дурова явно не годилась. Мне не оставалось иного, как встать на путь вымысла. <…> Я не был связан в сочинении пьесы ничем, кроме влюблённости в эпоху — в Дениса Давыдова, Бурцева, Лунина, Фигнера, Николая Ростова. Но я заимствовал только общие линии судьбы и подробности быта и нравов, а все характеры я выдумал.— Александр Гладков
О Ларисе Голубкиной, воплотившей на экране образ Шуры, пресса начала писать ещё до выхода «Гусарской баллады» в прокат. Так, в июне 1962 года о молодой актрисе упомянул корреспондент газеты «Гудок» Б. Михайлов в обзорном материале, посвящённом 150-летию Бородинского сражения. Александр Гладков, присутствовавший на съёмках, рассказал в заметке, напечатанной в августе в «Литературной газете», что в процессе работы Рязанов сумел использовать неопытность начинающей актрисы для развития образа, сделав некоторую зажатость Голубкиной «естественной чертой житейской застенчивости юной героини». Сам Рязанов впоследствии признавался, что на съёмочной площадке ему приходилось быть не только режиссёром, но и педагогом. В одной из павильонных сцен, где по сюжету Шура должна совершить прыжок с антресолей, Рязанов, стремясь снять с Голубкиной «внутренний тормоз», сам продемонстрировал навыки полёта с высоты. Но если для него падение завершилось благополучно, то актриса во время приземления вывихнула лодыжку. Тем не менее, по словам режиссёра, «кадр был в кармане». Немало сложностей возникало и в ситуациях, когда Голубкина должна была выразить такие эмоции, как, к примеру, непроизвольный гнев и ярость. В этих случаях Рязанов порой адресовал актрисе весьма резкие выражения: «Я делал это нарочно, чтобы вызвать в её душе определённый взрыв».
После выхода «Гусарской баллады» кинокритики достаточно тепло отзывались о дебюте Ларисы Голубкиной — они отмечали пластичность, задор и темперамент её героини. В то же время рецензенты по-разному оценивали способность актрисы работать в двух образах — Шуры Азаровой и корнета Азарова. Так, киновед Эльга Лындина отмечала, что в героине Голубкиной, несмотря на гусарский мундир, превалирует «всепобеждающая женственность», которая прорывается «сквозь деланно хрипловатый голос, нарочито лихую походку и подчёркнутую независимость юного корнета». Иную точку зрения изложила на страницах журнала «Искусство кино» В. Максимова — по её мнению, Голубкина, надев мужской костюм, отходит от Шуриной женской сущности и «буквально становится корнетом Азаровым». «Слёзы героини в сцене с фельдмаршалом Кутузовым всего лишь забавны», утверждала Максимова.

### Фельдмаршал Кутузов
Когда Рязанов пригласил на роль Кутузова Игоря Ильинского, сомнения по поводу того, насколько органичным окажется комик в роли полководца, высказывали не только чиновники от кинематографа, но и сам артист. Ильинский, с одной стороны, был задет стремлением руководителей воспринимать его исключительно в амплуа «чванливого дурака», сложившемся после выхода «Волги-Волги» и «Карнавальной ночи»; с другой — сомневался в том, что образ фельдмаршала можно раскрыть с помощью «водевильной лёгкости», заложенной в сценарий «Гусарской баллады». Критики, однако, признали игру Ильинского одной из главных удач картины. Так, Нея Зоркая писала, что его Кутузов — «наверное, самый живой, непосредственный, обаятельный из всех актёрских портретов» полководца. По словам киноведа Евгения Громова, образ военачальника в картине решён «в русле толстовской традиции»: «Герой — не сверхчеловек». Автор рецензии в журнале «Искусство кино» (1962, № 12) В. Максимова назвала характер фельдмаршала «самым ёмким и богатым» в вышедшей ленте. Кутузов в исполнении Ильинского — это не монументальный старец, а мудрый, немного усталый человек, не утративший с возрастом природного лукавства, обладающий душевным здоровьем, не выносящий пафоса и помпезности. Это, в частности, проявляется в сцене прибытия фельдмаршала со свитой в штаб — увидев приготовленное для него блюдо с хлебом-солью, полководец с иронией предлагает: «Эти булки отдайте пленным, что ли…» В другом эпизоде Кутузов обещает Шуре сохранить её тайну и берёт на себя объяснения с изобличившим девушку Нуриным: глядя на осведомителя с «презрительным изумлением», фельдмаршал холодно произносит: «Граф, анекдотец ваш, как я и думал, оказался вздором».

Ильинский не боится преувеличений, не боится лицедейства — больше того, он с полным удовольствием обыгрывает даже рискованную ситуацию — пытается на «глазок» определить, кто перед ним: мужчина или женщина. Но за всем этим удовольствием от собственного мастерства — такое умное понимание происходящего, что этот, созданный Ильинским образ Кутузова воспринимается как абсолютно подлинный, достоверный и единственный.— Нателла Лордкипанидзе
Вместе с тем, по мнению исследователя Александра Подмазо, создатели «Гусарской баллады» способствовали тиражированию мифа о том, что Кутузов носил на правом глазу чёрную повязку, хотя на самом деле такой необходимости у него не было. Эта легенда, как утверждает Подмазо, начала складываться ещё в исторических фильмах 1940-х годов («Суворов» Всеволода Пудовкина, «Кутузов» Владимира Петрова) и со временем стала «своеобразным брендом». Так, отсылка к образу фельдмаршала с повязкой присутствует в реплике персонажа «Бриллиантовой руки» Лёлика, который, обращаясь к напарнику Геше, напоминает: «Дитя́м — мороженое, его бабе — цветы. Смотри не перепутай, Кутузов».

### Поручик Ржевский
Возможным прототипом поручика Ржевского, ставшего в комедии жертвой розыгрыша Шуры Азаровой, исследователи называют дворянина XIX века подпоручика Сергея Семёновича Ржевского. Согласно сведениям, изложенным в рукописях его племянницы Надежды Ржевской, проживавший в Тульской губернии Сергей Семёнович периодически устраивал перфомансы в общественных заведениях, бунтовал против казённых устоев и давал современникам своеобразные «уроки свободы», а потому был объектом повышенного внимания со стороны прессы, в том числе московской. Иную версию, связанную с прообразом Ржевского, излагал автор пьесы «Давным-давно» Александр Гладков, писавший, что характер раскованного поручика был создан под влиянием одного из представителей «гусарской поэзии» Дениса Давыдова. По утверждению драматурга, «весь Ржевский» пришёл в комедию из стихотворения Давыдова «Решительный вечер» (1818), содержавшего, в частности, такие строки: «А завтра — чёрт возьми! — как зюзя натянуся, / На тройке ухарской стрелою полечу: / Проспавшись до Твери, в Твери опять напьюся / И пьяный в Петербург на пьянство прискачу».
Критики, оценивая образ поручика, созданный Юрием Яковлевым, отмечают, что его герой соответствует традиционным представлениям о лихости и удали гусаров: «Если пьёт гусар, то исключительно громадными фужерами, если воюет гусар, то с целыми вражескими эскадронами, если обижен гусар, то стреляется на дуэли в любой, пусть самый неподходящий момент». Ржевский в исполнении Яковлева умеет быть серьёзным, пылким, искромётным, обаятельным. Поручик уверен в собственной неотразимости и способности покорить любое женское сердце («Вы зелены, корнет. Гусары не разини, / В любви им неизвестно слово „нет“»). В то же время в отношениях с французской певицей Луизой Жермон он ревнив до такой степени, что готов вызвать на дуэль юного корнета Азарова, которому красавица передаёт цветы, подаренные Ржевским.
По словам кандидата искусствоведения Нины Спутницкой, Яковлев при работе над ролью сумел показать, насколько маска Ржевского отличается от истинной сущности этого персонажа: за гусарской фривольностью скрывается «трогательно неловкий», сомневающийся в себе человек. Этот же тезис артикулировал в аналитической статье, посвящённой ролям Юрия Яковлева, киновед Андрей Степанов, писавший, что «преувеличенное гусарское ухарство — всего лишь маска деликатного и тонко чувствующего Ржевского». Более строго оценила работу актёра В. Максимова, заметившая, что намеренное привнесение в образ персонажа юмористических красок выглядит нарочитым и не соотносится с характером поручика, который по сути «доверчив, весел и простодушен, как дитя».

#### Ржевский как персонаж фольклора
После выхода «Гусарской баллады» поручик Ржевский — как и Чапаев с Петькой, Штирлиц с радисткой Кэт, Чебурашка с крокодилом Геной — стал персонажем анекдотов. По словам филолога Андрея Краснящих, путь этих героев в фольклор шёл от первоисточника через экран и телевидение. В истории с Ржевским персонажем анекдотов оказался не поручик из гладковской пьесы «Давным-давно», а герой Юрия Яковлева из рязановского фильма. Чаще всего в коротких народных историях Ржевский соединён с героиней Льва Толстого Наташей Ростовой (иногда — с Пьером Безуховым) — эти связки, вероятно, возникли из-за того, что и «Гусарская баллада», и картина Сергея Бондарчука «Война и мир» стали кинособытиями в одном временном отрезке: в 1960-х годах. В анекдотах почти каждый из героев обрёл те качества, которых недоставало их кинематографическим прототипам. Так, Штирлица, обладающего «характером нордическим, выдержанным», народная молва наделила развязностью; подобным образом гусарская фривольность Ржевского превратилась «в ничем не ограниченную гиперсексуальность».
Исследователями записано в общей сложности более пятидесяти анекдотов о поручике. Они появились в разные годы, но своеобразное амплуа Ржевского в них неизменно: это, по определению фольклориста Вадима Лурье, «герой-любовник, армейский пошляк и похабник, не лишённый, впрочем, элегантности и ума». Фольклорной спутнице Ржевского Наташе Ростовой в народных историях отведена роль приличной барышни, которая ненароком провоцирует своего собеседника на скабрёзности. В ряде анекдотов поручик общается с князем Голицыным, поручиком Домбровским, безымянными собеседниками, однако его образ при этом остаётся прежним: Ржевский призван шокировать окружающих своей физиологической откровенностью. Примером историй такого типа является рассказ о том, как во время светского раута поручик извиняется перед Ростовой и выходит во двор. «Возвращается весь мокрый. Наташа его спрашивает: — Что, дождь? — Нет, ветер!» Рассматривая образ Ржевского в «русском варианте комедии масок», Лурье отводит ему роль Арлекина (тогда как Наташа Ростова выступает в качестве Коломбины). Исследователь также отмечает, что варианты народных историй о Ржевском во многом совпадают с известными с XIX века анекдотами про безымянного улана и офицера.

Герой анекдота гораздо радикальнее оторвался от своего экранного прототипа, чем герои анекдотов про Чапаева и Петьку, Штирлица и Мюллера, Шерлока Холмса и доктора Ватсона. <…> Анекдоты о Ржевском изображают мир, где сознания ценностей как будто вовсе нет. <…> Общий смысловой знаменатель выражен в пуанте одного из анекдотов: «Ну вот, пришёл поручик и всё опошлил».— Николай Гладких

### Другие персонажи
Киновед В. Максимова, сравнивая «Давным-давно» с «Гусарской балладой», отмечала, что характеры некоторых действующих лиц, весьма подробно прописанные в пьесе, при экранизации утратили изначальную яркость. По предположению Максимовой, потеря индивидуальных качеств ряда персонажей связана с тем, что создатели картины сделали ставку на батальные сцены, решив, что именно в них произойдёт раскрытие личных особенностей героев. Однако сокращение драматургического действия привело к тому, что на экране появились «образы одной-единственной черты» — это касается французской певицы Луизы Жермон, запомнившейся в основном исполнением романса «Меня позови, избранник мой милый», разочарованного отношениями с нею гусара Петра Пелымова, отставного майора Азарова, его бывшего денщика Ивана и других.

Потеряв в характерах, «Гусарская баллада» потеряла и в главном — в самом ощущении времени, в правде и точности ощущения. Исчезла какая-то особенная, трудно определяемая словами детскость пьесы, её грация и та доверчивость и наивность героев, в которых заключено огромное обаяние пьесы. — В. Максимова
Татьяна Шмыга, исполнившая роль Луизы Жермон, получила приглашение в «Гусарскую балладу», будучи артисткой Московского театра оперетты. Кинематографического опыта она не имела и поначалу хотела отказаться от этой работы. Режиссёр, однако, сумел убедить Шмыгу, что съёмочные смены не помешают её занятости в театральном репертуаре. Один из эпизодов с участием актрисы (захват гусарами французского обоза) снимался на натуре, тогда как дуэль поручика Ржевского и корнета Азарова проходила в павильоне, где вместо снега использовался нафталин. По воспоминаниям Шмыги, запах нафталина спровоцировал у неё приступ аллергии: «Как ощущала я себя тогда <…>, говорить не буду». Ещё одна сложность была связана с тем, что у актрисы не складывались отношения с Львом Поляковым, игравшим роль Пелымова. По убеждению Полякова, видевшего спектакль «Давным-давно» в Театре Советской армии, роль властной покорительницы сердец Луизы Жермон необходимо было решать в ином ключе, нежели это сделано в фильме; Шмыга не соответствовала представлению артиста о том, как должна выглядеть французская певица, застрявшая в заснеженной России. Как замечала впоследствии Шмыга, Полякову, недовольному её работой, несложно было изображать усталость и разочарование в совместных сценах. Бархатное платье Луизы сшили в костюмерной мастерской «Мосфильма». Шарф, в котором героиня выходит из кареты, был во время съёмок украден; деньги за утраченный аксессуар вычли из гонорара исполнительницы.
Актёр Антоний Ходурский был первым исполнителем роли графа Нурина в спектакле «Давным-давно», поставленном в начале 1940-х годов на сцене Театра Красной армии. Рязанов, пригласив артиста в «Гусарскую балладу», получил в картине «готового Нурина», потому что Ходурский во время съёмок уже знал, какие краски необходимо использовать для развития образа и раскрытия характера его персонажа. Некоторое созвучие в фамилиях — осведомитель из комедии Гладкова граф Нурин и герой шуточной пушкинской поэмы Нулин — является случайностью: как отмечала исследователь Мария Иванова, «усмотреть сходство между глуповатым неповоротливым Нуриным и пылким Нулиным чрезвычайно сложно».

## Музыка. Песни
Осенью 1941 года находившийся в Свердловске композитор Тихон Хренников познакомился с художественным руководителем Театра Красной армии Алексеем Поповым. Труппа театра, жившая в ту пору на Урале, приступила к постановке пьесы «Давным-давно» (изначальное название — «Питомцы славы»), и Попов попросил Хренникова написать общую музыкальную тему и несколько песен для будущего спектакля. Композитор приступил к работе и в 1942 году предложил театру пять произведений. Среди них — исполняемая Шурой Азаровой песня «Прелестница младая, прощаюсь я с тобой», колыбельная «Лунные поляны, ночь, как день, светла», лихие гусарские куплеты «Давным-давно» («Меня зовут юнцом безусым»), искромётная «Песенка Лепелетье» («Жил-был Анри Четвёртый») и романс Луизы Жермон «Меня позови, избранник мой милый». Произведения, которые в спектакле исполняли Любовь Добржанская и другие артисты, вскоре вышли за пределы постановки, зазвучали по радио, были включены в репертуар эстрадных певцов.
Как отмечала исследователь Ирина Шехонина, все пять песен создавались с учётом характеров исполнителей и вносили дополнительные краски в образы персонажей и стилистику спектакля. Так, в песенке про Анри Четвёртого, романсе Луизы и лирико-драматической песне Шуры «Прелестница младая» отразилось «живое остроумие пьесы». Элегичная «Колыбельная Светланы» привнесла в постановку оттенок светлой грусти. Темпераментные куплеты «Давным-давно», напоминавшие маршевые произведения, представляли собой «музыкальную характеристику гусаров».
Эльдар Рязанов, приступая к работе над «Гусарской балладой», решил сохранить в фильме песни Тихона Хренникова — по словам режиссёра, они «придавали действию то бесшабашность и удаль, то переводили его в элегический лад». При написании сценария почти все песни были органично интегрированы в сюжет. Единственное музыкальное произведение, не вошедшее в сценарий, повествовало о разгульной жизни монарха, — в спектакле оно, исполняемое французскими офицерами, звучало в финальных сценах: «Жил-был Анри Четвёртый, / Он славный был король, / Вино любил до чёрта, / Но трезв бывал порой». Рязанов не планировал использовать игривую песню-шансоньетку, потому что она, с точки зрения режиссёра, не соотносилась с заключительными эпизодами фильма.
Уже во время съёмок режиссёр всё-таки изыскал возможность включить песню про Анри в ленту: первые куплеты произведения стали своеобразной иллюстрацией к кадрам, показывающим движение наполеоновских войск к Москве, а две последних строфы совместились со сценами отступления той же армии. В результате, по словам Рязанова, куплеты о жизни и смерти короля стали «своеобразным контрапунктом вполне правдоподобной картине тяжёлой ратной жизни». Весьма дорогостоящие эпизоды, демонстрирующие армейское наступление, не были изначально включены в производственный план, однако директор фильма «Гусарская баллада» Валентин Маслов сумел в обход календарного графика организовать съёмки с участием конницы, артиллерии, собрать пиротехнические средства и обозы. Эти сцены, как утверждал режиссёр, не только «спасли» песню Хренникова про короля Анри, но и в целом обогатили действие картины.
Песни главной героини Шуры Азаровой звучат в фильме в исполнении Ларисы Голубкиной. По воспоминаниям актрисы, Рязанов запретил ей петь оперным голосом, которому она обучалась на музыкальном факультете ГИТИСа, и настаивал на «актёрском» исполнении. Татьяна Шмыга впоследствии признавалась, что не считает большой удачей своё исполнение романса «Меня позови, избранник мой милый».

1. «Куплеты» (Прелестница младая, прощаюсь я с тобой ...)
- Музыка: Тихон Хренников
- Слова: Владимир Лившиц
- Исполнитель: Лариса Голубкина

2. «Колыбельная» (Лунные поляны, ночь как день светла ...)
- Музыка: Тихон Хренников
- Слова: Александр Гладков
- Исполнитель: Лариса Голубкина

3. «Песенка Лепелетье» (Жил был Анри Четвёртый ...)
- Музыка: Тихон Хренников
- Слова: Александр Гладков
- Исполнитель: Артур Эйзен

4. «Давным-давно» (Коль пунша пламенем лиловым ...)
- Музыка: Тихон Хренников
- Слова: Владимир Лившиц
- Исполнители: Владимир Трошин, Юрий Яковлев, хор

5. «Давным-давно» (Меня зовут юнцом безусым ...)
- Музыка: Тихон Хренников
- Слова: Владимир Лившиц
- Исполнители: Лариса Голубкина, хор

6. «Романс Жермон» (Меня позови, избранник мой милый, ...)
- Музыка: Тихон Хренников
- Слова: Александр Гладков
- Исполнитель: Татьяна Шмыга

7. «Давным-давно» (Ведёт нас жизнь дорогой длинной ...)
- Музыка: Тихон Хренников
- Слова: Владимир Лившиц
- Исполнители: Владимир Трошин, Юрий Яковлев, Лариса Голубкина, Николай Крючков, хор

## Отзывы и рецензии
Пресса анонсировала выход «Гусарской баллады» ещё до окончания работы над фильмом. Девятнадцатого июня 1962 года в газете «Гудок» была напечатана статья Б. Михайлова «Искусство славит подвиг народа», представляющая собой своеобразный отчёт о том, какие культурные мероприятия будут приурочены к 150-летию со дня Бородинского сражения. В общем перечне (открытие исторической панорамы на Кутузовском проспекте, многолетняя работа скульптора Николая Томского над памятником Кутузову и т. д.) упоминалась и картина Рязанова по пьесе «Давным-давно». В августе в «Литературной газете» появилась публикация Александра Гладкова «Героическое и комедийное» с подзаголовком «Заметки кинодраматурга». В ней Гладков подробно рассказал об истории создания пьесы «Давным-давно», о первых постановках на сцене и тех сомнениях, которые возникли, когда появилась идея экранизации его довоенной комедии: «Нам было ясно, что кинематографическую жизнь „Давным-давно“ может получить только при условии, если сценарий не будет точной киноинсценировкой пьесы, а достаточно свободным её вариантом». Наблюдая за созданием «Гусарской баллады», Гладков упомянул о некоторых съёмочных происшествиях, в том числе о небольшой травме, полученной Голубкиной во время сложной «прыжковой» сцены, и тех опасениях, которые были связаны с приглашением Ильинского на роль Кутузова.
Судьбу «Гусарской баллады», как вспоминал впоследствии Рязанов, во многом решила заметка Нателлы Лордкипанидзе, опубликованная в «Неделе» (номер за 2-8 сентября 1962 года). По словам автора заметки, знание содержания пьесы «Давным-давно» не помешает зрителю следить за перипетиями сюжета ленты, снятой Рязановым. Фильм, как писала Лордкипанидзе, в основном удался, хотя режиссёр, особенно в начальных эпизодах, выстраивает скорее театральное, нежели кинематографическое действо. «Но потом он расходится, исполнители тоже». К числу удач картины обозреватель «Недели» относит не только актёрскую игру Игоря Ильинского, но и песню в исполнении Татьяны Шмыги.
Сам Ильинский через полтора месяца после премьеры, в октябре 1962 года, напечатал в «Литературной газете» статью «Завещаю современникам», в которой рассказал, что до «Гусарской баллады» в его творческой биографии не было героических ролей. Предложение сыграть Кутузова актёр, по его признанию, воспринял поначалу с некоторой насторожённостью: он опасался, что вместо военачальника на экране появится «водевильный дедушка в фельдмаршальском мундире». Поэтому в рамках комедийной темы артист играл того народного полководца, каким представлял его в своём сознании.
Почти одновременно с заметками Ильинского в «Правде» вышла подробная рецензия литературного критика Юрия Лукина «Гусарская баллада». Автор публикации, в целом доброжелательно оценив работу киногруппы Рязанова, отметил, что к числу неудач ленты следует отнесли любовную историю Луизы Жермон и Петра Пелымова. По мнению Лукина, это сюжетное ответвление оказалось малоинтересно зрителям. Проблема, однако, была не в плохой игре исполнителей — Шмыги и Полякова, а в слабой проработанности этой линии в сценарии. Поэтому Жермон в картине оказалась «интересна лишь как бродильный элемент в закваске новых осложнений» между главными героями — поручиком Ржевским и Шурой Азаровой.

## В контексте экранизаций

### Война 1812 года
В среде исследователей нет единого мнения по поводу того, какое из произведений мирового кинематографа является самым ранним фильмом об Отечественной войне 1812 года. Ряд киноведов считает, что у истоков темы стоит картина Василия Гончарова «1812 год». В этот же перечень нередко включаются утраченные ленты «Жизнь Наполеона» Джеймса Блэктона и «Наполеоновская эпопея» Люсьена Нонге, содержавшие эпизоды, которые были связаны с «русской кампанией» Бонапарта. Иной точки зрения придерживается искусствовед Дмитрий Караваев, утверждающий, что «первопроходцем» в данном случае стал пятнадцатиминутный приключенческий фильм итальянского режиссёра Луиджи Маджи «Гренадер Ролланд» (1911). В батальных сценах «Гренадера…» участвовало не менее восьмисот артистов массовки; сцены штурма Москвы снимались в горной местности Тироля. Картина Маджи, по мнению Караваева, отличалась от других упомянутых киноработ тем, что её романтическая канва в основном базировалась на исторически-достоверном материале; эта лента открывала «целое направление для фильмов об Отечественной войне».
Несмотря на то, что Маджи, Гончаров и другие режиссёры начала XX века продемонстрировали перспективность заявленной ими темы, кинематографисты следующих поколений долго не проявляли явного интереса к её сюжетам. Отдельные эпизоды, показывающие русский поход Наполеона, были включены в комедию «Приключения Жерара» (1970, Великобритания — Швейцария) и французский сериал «Трубач Березины» (1966). В СССР к событиям 1812 года обращались в первой половине 1940-х годов создатели агитационных киноальманахов «Боевые киносборники», а также режиссёр Владимир Петров в фильме «Кутузов» — в обоих случаях речь шла об актуальной для того времени «параллели между двумя Отечественными войнами». «Гусарская баллада», снятая двадцать лет спустя, стала фактически первой в Советском Союзе героической комедией, в основе которой — антураж 1812 года. Следующая военно-приключенческая лента на ту же тему — «Эскадрон гусар летучих» Станислава Ростоцкого и Никиты Хубова — вышла в 1980 году.
По версии Дмитрия Караваева, существует несколько причин, объясняющих нежелание советских и российских кинематографистов воспроизводить на экране Отечественную войну 1812 года. Во-первых, на их настроение могло повлиять «не показное дружелюбие по отношению к Франции», которое проявлялось в среде творческой интеллигенции и в дореволюционную пору, и в советский период, и в постперестроечную эпоху. Во-вторых, сказалось малое количество оригинального литературного и драматургического материала, подобного пьесе «Давным-давно», ставшей основой для сценария «Гусарской баллады». При этом, как уточняет Караваев, существует книга, сюжет которой даёт возможность продюсерам выпустить как динамичный сериал, так и «успешный костюмно-исторический блокбастер», — это «Война и мир». Первые попытки экранизировать роман Толстого относятся к 1915 году; первым кинопроизведением, в котором события 1812 года были представлены как «масштабное экранное зрелище», стала картина Кинга Видора (1956). Лента Видора, с одной стороны, способствовала рождению зрительского интереса к Отечественной войне 1812 года; с другой — делала эту же тему «„немотивированной“ для большинства кинематографистов» («Если уж снимать о двенадцатом годе — то по Толстому»).

Сказать, что гениальное творение Толстого «раз и навсегда» закрыло тему Отечественной войны для мировой культуры — опрометчиво и вульгарно, но применительно к массовой культуре это во многом справедливо. Перефразируя бородатый советский анекдот («Брежнев — это второстепенный политик эпохи Аллы Пугачёвой»), допустимо пошутить, что в сознании мирового обывателя Отечественная война — это всего лишь второстепенная тема романа «Война и мир».— Дмитрий Караваев
- Актёрок не люблю, во-первых, а во-вторых... забыл, налей![89]
- Опять штабной! Прислали б водки лучше![89]
- Корнет, вы — женщина?![90]
- А девкой был бы краше![90]
- Не мог же, право, отступать я, когда она чуть не рвалась из платья[90]

### Образ гусара
Образ гусара, созданный кинематографистами, двойственный: это, как правило, бесстрашный кавалерист-красавец и одновременно (по замечанию критика Николая Гладких) «трикстер — нарушитель дисциплины и этикета». В советском кино гусар как главный герой впервые появился в 1947 году в музыкальной ленте «Старинный водевиль»; комический портрет ключевого персонажа, сыгранного Николаем Гриценко, «поднимается» благодаря перекличке с темой героизма в дни войны. Эльдар Рязанов в своей картине также стремился дистанцироваться от откровенной водевильности — романтизация характеров гусаров связана, в том числе, с включённым в название его фильма словом «баллада».
В 1970-х годах отношение к гусару как к легкомысленному персонажу получило воплощение в нескольких историях «про гусарские брачные проекты» («Дамы и гусары», «Сватовство гусара», «Ах, водевиль, водевиль…»). Перелом в восприятии образа наступил в следующем десятилетии, когда в прокат вышли «Эскадрон гусар летучих» и рязановская трагикомедия «О бедном гусаре замолвите слово». В последней из упомянутых картин гусары, оказавшиеся в ситуации сложного морального выбора, во главу угла ставят не чин, а честь. Своеобразной отсылкой к «Гусарской балладе» является звучащая в фильме песня на стихи Марины Цветаевой о генералах двенадцатого года: «Вам все вершины были малы / И мягок — самый чёрствый хлеб, / О, молодые генералы / Своих судеб!» Кроме того, в 1984-м году вышел двухсерийный телефильм «Два гусара», экранизация одноимённой повести Льва Николаевича Толстого.

## Над фильмом работали
В ролях:
| Актёр             | Роль             |
| ----------------- | ---------------- |
| Лариса Голубкина  | Шурочка Азарова  |
| Юрий Яковлев      | поручик Ржевский |
| Игорь Ильинский   | Кутузов          |
| Николай Крючков   | Иван             |
| Виктор Кольцов    | Азаров           |
| Антоний Ходурский | граф Нурин       |
| Татьяна Шмыга     | Жермон           |
| Лев Поляков       | Пелымов          |
| Алексей Полевой   | Балмашев         |
| Владимир Ширяев   | Сальгари         |

Партизаны:
| Юрий Белов      | Михаил Орлов     |
| Валерий Денисов | Валентин Брылеев |
| Феликс Яворский | Владимир Трошин  |
| Юрий Киреев     | Роман Хомятов    |

В эпизодах:
| В. Граве       | В. Гусев    |
| Б. Иванов      | Л. Любецкий |
| Ю. Мартынов    | Э. Смирнов  |
| П. Шпрингфельд | Г. Юдин     |

В фильме принимали участие:
- Артисты цирка джигиты Северной Осетии под руководством Михаила Туганова
- Группа фехтовальщиков под руководством Л. Блох

Съёмочная группа:
| Сценарий                                            | Александр Гладков при участии Эльдара Рязанова                     |
| Постановка                                          | Эльдар Рязанов                                                     |
| Оператор                                            | Леонид Крайненков                                                  |
| Художники                                           | Михаил Богданов, Геннадий Мясников                                 |
| Костюмы                                             | Ольга Кручинина                                                    |
| Композитор                                          | Тихон Хренников                                                    |
| Звукооператор                                       | В. Попов                                                           |
| Режиссёр                                            | Ю. Данилович                                                       |
| Второй оператор                                     | Владимир Нахабцев                                                  |
| Монтаж                                              | Екатерина Овсянникова                                              |
| Грим                                                | О. Струнцова                                                       |
| Редактор                                            | Е. Скиданенко                                                      |
| Оператор                                            | Владимир Мейбом                                                    |
| Ассистенты                                          | Юрий Данилович, Диляра Востокова, Гусейн Ахундов, Анатолий Баранов |
| Операторы комбинированных съёмок                    | Игорь Фелицын, Валерий Севостьянов                                 |
| Художник комбинированных съёмок                     | Александр Клименко                                                 |
| Директор картины                                    | Валентин Маслов                                                    |
| Дирижёр Оркестра Управления по производству фильмов | Арнольд Ройтман                                                    |

## Комментарии
1. ↑  Речь, вероятно, идёт о героине пьесы Бомарше «Севильский цирюльник» Розине — воспитаннице доктора Бартоло.
2. ↑  Согласно дневниковым записям Александра Гладкова, он был арестован 1 октября 1948 года, освобождён в августе 1954 года[12]. Согласно архивам РГАЛИ и данным исследователей, Гладков 13 мая 1939 года был осуждён на год исправительно-трудовых работ за кражу книг из библиотеки имени Ленина. Отбывал он наказание условно или в местах заключения — неизвестно[13].
3. ↑  По мнению Сергея Юрского, причиной снятия с роли было его участие в картине Рязанова «Человек ниоткуда»: «Я играл самого „человека ниоткуда“. Вроде я и виноват в этой картине, которую так мощно запретили. Я оказался козлом отпущения…»[16]
4. ↑  В данном фрагменте фильма главная героиня облачена в мундир лейтенанта французской армии Винсенто Сальгари.
5. ↑  Пушкин в предисловии к «Запискам кавалерист-девицы» писал: «Какие причины заставили молодую девушку, хорошей дворянской фамилии, оставить отеческий дом, отречься от своего пола, принять на себя труды и обязанности, которые пугают и мужчин, и явиться на поле сражений — и каких ещё? Наполеоновских!»
6. ↑  В 1915 году к экранизации романа Толстого обращались В. Гардин и Я. Протазанов («Война и мир»), А. Каменский («Война и мир»), П. Чардынин («Наташа Ростова»). Ни один из этих фильмов не сохранился[86].
7. ↑  В последующие годы на экраны вышли фильм «Война и мир» Сергея Бондарчука (1967), одноимённые сериалы Давида Конроя (1972), Роберта Дорнхельма (2007), Тома Харпера (2016).
8. ↑  Распределение ролей на «в ролях» и «в эпизодах», порядок следования ролей в списке и их название, состав съёмочной группы приводится по титрам фильма.
9. ↑  Список актёров эпизодических ролей основан на титрах фильма.
10. ↑  Согласно титрам фильма и киноведческим источникам.